# Campionato americano maschile di pallacanestro 2007
Il 13º Campionato Americano Maschile di Pallacanestro FIBA (noto anche come FIBA Americas Championship 2007) si è svolto dal 22 agosto al 2 settembre 2007 a Las Vegas, negli Stati Uniti d'America.
I Campionati americani maschili di pallacanestro sono una manifestazione biennale tra le squadre nazionali organizzato dalla FIBA Americas.

## Squadre partecipanti
I gironi sono stati formati il 21 marzo a Las Vegas, e sono due gironi da cinque squadre.
| Girone A - Argentina - Messico - Panama - Porto Rico - Uruguay | Girone B - Brasile - Canada - Stati Uniti - Isole Vergini Americane - Venezuela |

## Sedi delle partite
| Gruppo | Città     | Impianto             |
| ------ | --------- | -------------------- |
| A/B    | Las Vegas | Thomas & Mack Center |

## Qualificazioni olimpiche
Le prime due squadre parteciperanno di diritto alle Olimpiadi di Pechino 2008. Inoltre le squadre classificatesi tra il terzo e il quinto posto parteciperanno al Torneo di Qualificazione Olimpica, dove si confronteranno con quattro nazionali europee, due africane, due asiatiche e una oceanica.

## Gironi di qualificazione

### Gruppo A (Las Vegas)
| Squadra       | P | V | P | PF  | PS  | Dif |
| ------------- | - | - | - | --- | --- | --- |
| 1. Argentina  | 8 | 4 | 0 | 390 | 319 | +71 |
| 2. Uruguay    | 7 | 3 | 1 | 330 | 335 | -5  |
| 3. Porto Rico | 5 | 1 | 3 | 351 | 366 | -15 |
| 4. Messico    | 5 | 1 | 3 | 355 | 379 | -24 |
| 5. Panama     | 5 | 1 | 3 | 338 | 395 | -57 |

| 22 agosto 2007 |            |                 |
| Uruguay        | Panama     | 88 - 84 dopo OT |
| Porto Rico     | Messico    | 89 - 100        |
| 23 agosto 2007 |            |                 |
| Argentina      | Uruguay    | 90 - 69         |
| Panama         | Porto Rico | 67 - 108        |
| 24 agosto 2007 |            |                 |
| Messico        | Panama     | 90 - 95         |
| Porto Rico     | Argentina  | 75 - 87         |
| 25 agosto 2007 |            |                 |
| Uruguay        | Porto Rico | 82 - 79         |
| Argentina      | Messico    | 104 - 83        |
| 26 agosto 2007 |            |                 |
| Messico        | Uruguay    | 82 - 91         |
| Panama         | Argentina  | 92 - 109        |

### Gruppo B (Las Vegas)
| Squadra                    | P | V | P | PF  | PS  | Dif  |
| -------------------------- | - | - | - | --- | --- | ---- |
| 1. Stati Uniti             | 8 | 4 | 0 | 461 | 267 | +194 |
| 2. Brasile                 | 7 | 3 | 1 | 345 | 344 | +1   |
| 3. Canada                  | 6 | 2 | 2 | 303 | 344 | -41  |
| 4. Venezuela               | 5 | 1 | 3 | 317 | 383 | -76  |
| 5. Isole Vergini Americane | 4 | 0 | 4 | 321 | 409 | -88  |

| 22 agosto 2007          |                         |          |
| Canada                  | Brasile                 | 67 - 75  |
| Stati Uniti             | Venezuela               | 112 - 69 |
| 23 agosto 2007          |                         |          |
| Venezuela               | Canada                  | 73 - 80  |
| Isole Vergini Americane | Stati Uniti             | 59 - 123 |
| 24 agosto 2007          |                         |          |
| Canada                  | Isole Vergini Americane | 93 - 83  |
| Brasile                 | Venezuela               | 101 - 75 |
| 25 agosto 2007          |                         |          |
| Stati Uniti             | Canada                  | 113 - 63 |
| Isole Vergini Americane | Brasile                 | 89 - 93  |
| 26 agosto 2007          |                         |          |
| Venezuela               | Isole Vergini Americane | 100 - 90 |
| Brasile                 | Stati Uniti             | 76 - 113 |

## Quarti di finale
Le prime quattro classificate dei Gruppi A e B avanzano al gruppo unico da otto squadre dei quarti di finale. Ogni squadra affronterà le quattro squadre provenienti dall'altro gruppo. I record della fase a gironi sono mantenuti.
Le prime quattro classificate del gruppo unico accedono alle Semifinali.
| Squadra        | P  | V | P | PF  | PS  | Dif  |
| -------------- | -- | - | - | --- | --- | ---- |
| 1. Stati Uniti | 14 | 7 | 0 | 791 | 541 | +250 |
| 2. Argentina   | 13 | 6 | 1 | 626 | 530 | +96  |
| 3. Brasile     | 11 | 4 | 3 | 606 | 590 | +16  |
| 4. Porto Rico  | 10 | 3 | 4 | 582 | 590 | -8   |
| 5. Canada      | 10 | 3 | 4 | 538 | 586 | -48  |
| 6. Uruguay     | 9  | 2 | 5 | 550 | 648 | -67  |
| 7. Messico     | 9  | 2 | 5 | 636 | 703 | -90  |
| 8. Venezuela   | 8  | 1 | 6 | 522 | 663 | -141 |

| 27 agosto 2007 |             |            |
| Uruguay        | Canada      | 88 - 95    |
| Argentina      | Venezuela   | 98 - 63    |
| Brasile        | Porto Rico  | 75 - 97    |
| Stati Uniti    | Messico     | 127 - 100  |
| 28 agosto 2007 |             |            |
| Canada         | Argentina   | - 70 - 85  |
| Venezuela      | Uruguay     | - 88 - 79  |
| Messico        | Brasile     | - 90 - 104 |
| Porto Rico     | Stati Uniti | - 78 - 117 |
| 29 agosto 2007 |             |            |
| Canada         | Messico     | 97 - 80    |
| Venezuela      | Porto Rico  | 63 - 92    |
| Argentina      | Brasile     | 86 - 79    |
| Uruguay        | Stati Uniti | 79 - 118   |
| 30 agosto 2007 |             |            |
| Messico        | Venezuela   | 101 - 91   |
| Brasile        | Uruguay     | 96 - 62    |
| Porto Rico     | Canada      | 72 - 66    |
| Stati Uniti    | Argentina   | 91 - 76    |

## Semifinali e Finali
|  | Semifinali  | Semifinali  | Semifinali  |             |           | Finale             | Finale             | Finale             |  |
|  |             |             |             |             |           |                    |                    |                    |  |
|  | Argentina   | Argentina   | 91          |             |           |                    |                    |                    |  |
|  | Argentina   | Argentina   | 91          |             |           |                    |                    |                    |  |
|  | Brasile     | Brasile     | 80          |             |           |                    |                    |                    |  |
|  | Brasile     | Brasile     | 80          |             | Argentina | Argentina          | 81                 |                    |  |
|  |             |             |             |             | Argentina | Argentina          | 81                 |                    |  |
|  |             |             | Stati Uniti | Stati Uniti | 118       |                    |                    |                    |  |
|  | Stati Uniti | Stati Uniti | Stati Uniti | Stati Uniti | 118       | 135                |                    |                    |  |
|  | Stati Uniti | Stati Uniti |             |             |           | 135                |                    |                    |  |
|  | Porto Rico  | Porto Rico  | 91          |             |           | Finale Terzo Posto | Finale Terzo Posto | Finale Terzo Posto |  |
|  | Porto Rico  | Porto Rico  | 91          |             |           |                    |                    |                    |  |
|  |             |             |             |             |           |                    |                    |                    |  |
|  |             |             |             |             |           | Brasile            | Brasile            | 107                |  |
|  |             |             |             |             |           | Brasile            | Brasile            | 107                |  |
|  |             |             |             |             |           | Porto Rico         | Porto Rico         | 111                |  |

## Classifica Finale
|  |  | Qualificate ai Giochi Olimpici 2008 |

|  |  | Qualificate al Torneo di Qualificazione Olimpica 2008 |

| Campione d'America | Campione d'America      | Campione d'America |
| --- | ----------------------- | --- |
| Stati Uniti4 Billups, 5 Kidd, 6 James, 7 Williams, 8 Redd, 9 Prince, 10 Bryant, 11 Howard, 12 Stoudemire, 13 Miller, 14 Chandler, 15 Anthony, All. Mike Krzyzewski |                         | |
| Argento | Argentina               | Argentina4 Scola, 5 Prigioni, 6 González, 7 Lo Grippo, 8 J.P. Gutiérrez, 9 Porta, 10 Delfino, 11 Leiva, 12 L. Gutiérrez, 13 Quinteros, 14 Sandes, 15 Kammerichs, All. Sergio Hernández |
| Bronzo | Porto Rico              | Porto Rico4 Ramos, 5 Barea, 6 Rivera, 7 Arroyo, 8 Apodaca, 9 Falcón, 10 Ayuso, 11 Sánchez, 12 Reyes, 13 Valenzuela, 14 Lee, 15 Figueroa, All. Manolo Cintrón                           |
| 4. | Brasile                 | Brasile4 Marcelinho, 5 Nezinho, 6 Murilo, 7 Marcelinho Huertas, 8 Alex, 9 Valtinho, 10 Leandrinho, 11 João Paulo, 12 Guilherme, 13 Nenê, 14 Marquinhos, 15 Tiago, All. Lula Ferreira   |
| 5. | Canada                  | Canada4 Anderson, 5 Brown, 6 Dalembert, 7 Kuljanin, 8 English, 9 Famutimi, 10 A. Rautins, 11 Thomas, 12 Young, 13 Mendez, 14 Kendall, 15 Bell, All. Leo Rautins                        |
| 6. | Uruguay                 | Uruguay4 Martínez, 5 Taboada, 6 Aguiar, 7 Galeano, 8 Mazzarino, 9 Charquero, 10 García Morales, 11 Osimani, 12 Páez, 13 Silveira, 14 Izaguirre, 15 Batista, All. Alberto Espasandín    |
| 7. | Messico                 | Messico4 Parada, 5 Meza, 6 Pedroza, 7 Llamas, 8 Solares, 9 Beck, 10 Mariscal, 11 Quintero, 12 Hernández, 13 Zúñiga, 14 Ayón, 15 Ávila, All. Nolan Richardson                           |
| 8. | Venezuela               | Venezuela4 Marriaga, 5 Sucre, 6 Cedeño, 7 Bethelmy, 8 Salcedo, 9 Urbina, 10 Palacios, 11 Vargas, 12 Romero, 13 Barrios, 14 Vásquez, 15 Bayona, All. Néstor Salazar                     |
| 9. | Panama                  | Panama4 Muñoz, 5 Warren, 6 Pinnock, 7 Gómez, 8 Levy, 9 Chambers, 10 De Gracia, 11 Forbes, 12 Alvarado, 13 García, 14 Lloreda, 15 Smith, All. Vicente Duncan                            |
| 10. | Isole Vergini Americane | Isole Vergini Americane4 Hodge, 5 Sheppard, 6 Krauser, 7 Victor, 8 Richards, 9 Edwin, 10 Peterkin, 11 Gregory, 12 Francis, 13 Heywood, 14 Rhymer, 15 Elegar, All. Tevester Anderson    |

## Riconoscimenti Giocatori

### MVP del torneo
- Luis Scola -  Argentina

## Statistiche
Dati aggiornati al 2 settembre 2007, fine della manifestazione

### Generali
- Totale partite disputate: 40
- Totale punti segnati: 7128
- Totale assist effettuati: 1286
- Totale stoppate eseguite: 243

### Individuali
- Miglior realizzatore: - Leandro Barbosa (  Brasile ) - 21,8 punti/partita
- Migliore rimbalzista: - Esteban Batista (  Uruguay ) - 12,4 rimbalzi/partita
- Miglior uomo assist: - Pablo Prigioni (  Argentina ) - 6,3 assist/partita
- Miglior stoppatore: - Samuel Dalembert (  Canada ) - 2,4 stoppate/partita